# 552 Sigelinde
Sigelinde (asteroide 552) é um asteroide da cintura principal com um diâmetro de 77,56 quilómetros, a 2,8911864 UA. Possui uma excentricidade de 0,0830906 e um período orbital de 2 045,13 dias (5,6 anos).
Sigelinde tem uma velocidade orbital média de 16,7732773 km/s e uma inclinação de 7,70744º.
Esse asteroide foi descoberto em 14 de Dezembro de 1904 por Max Wolf.